# Sương

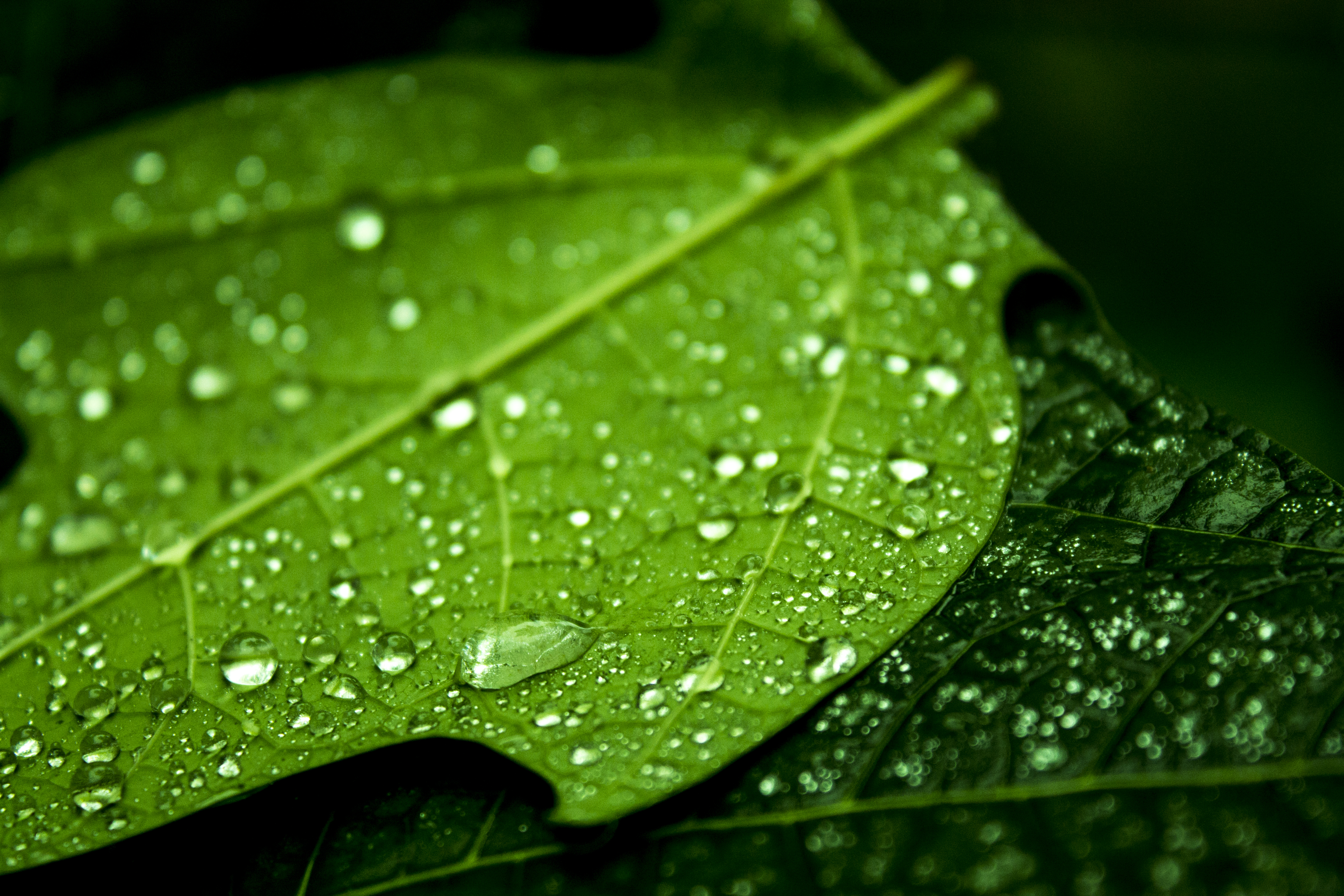
Giọt sương sớm

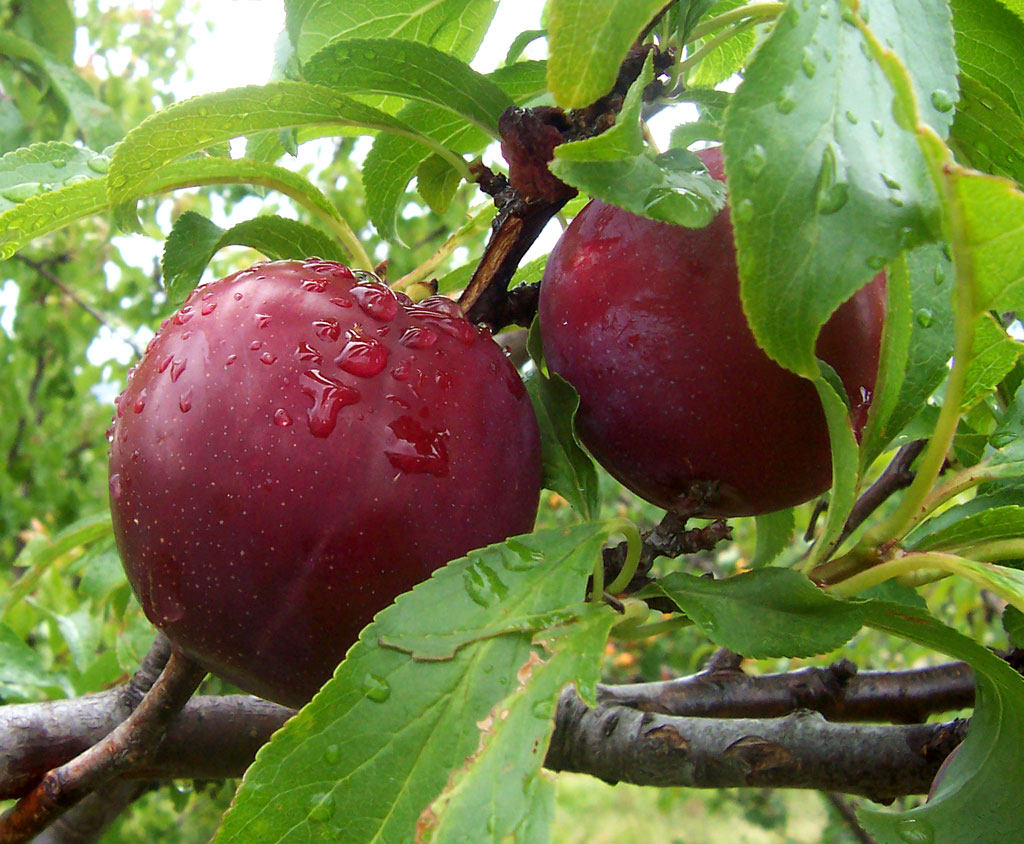
Giọt sương vương trên quả táo

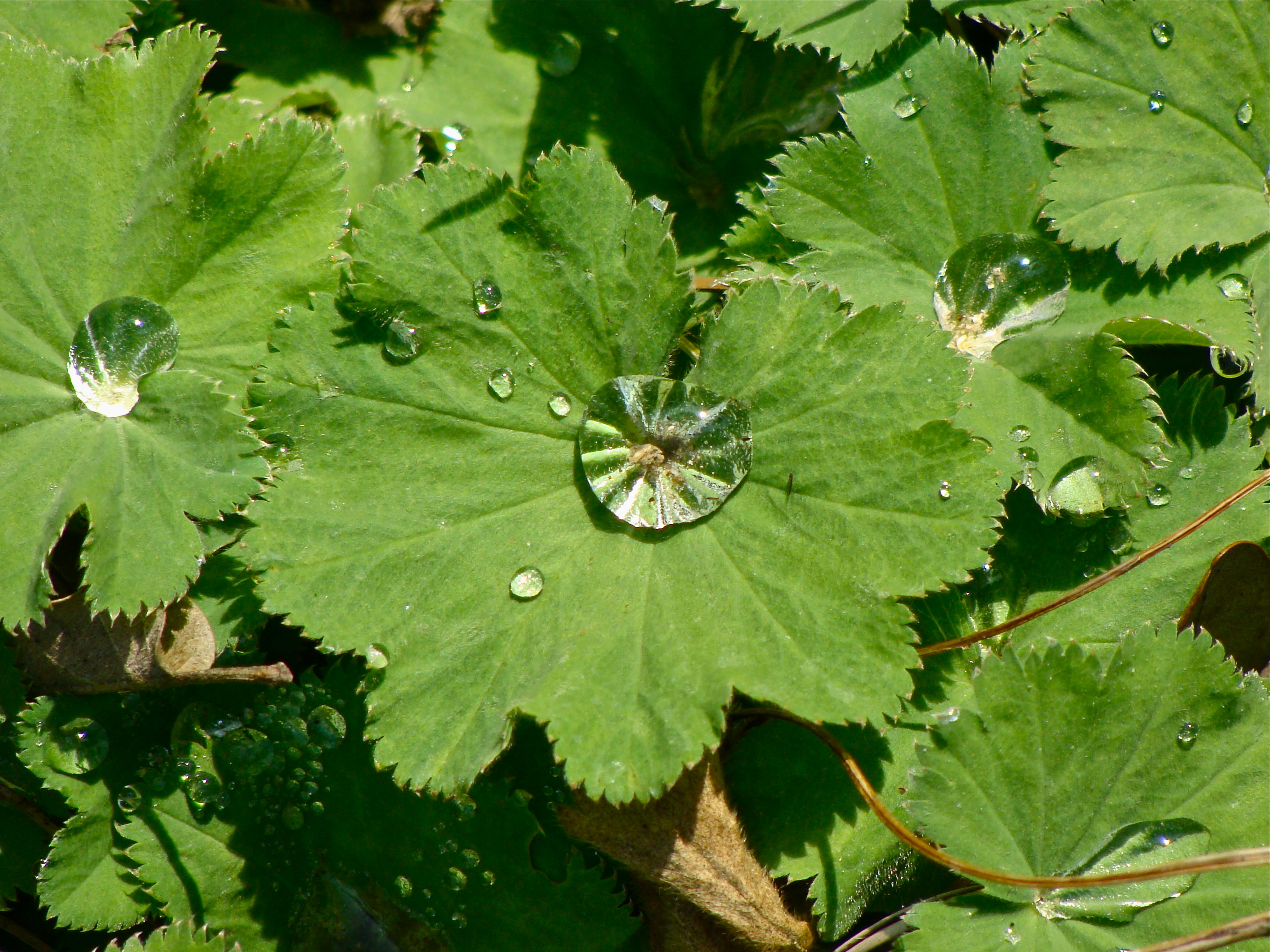
Hạt sương đọng trên lá cây

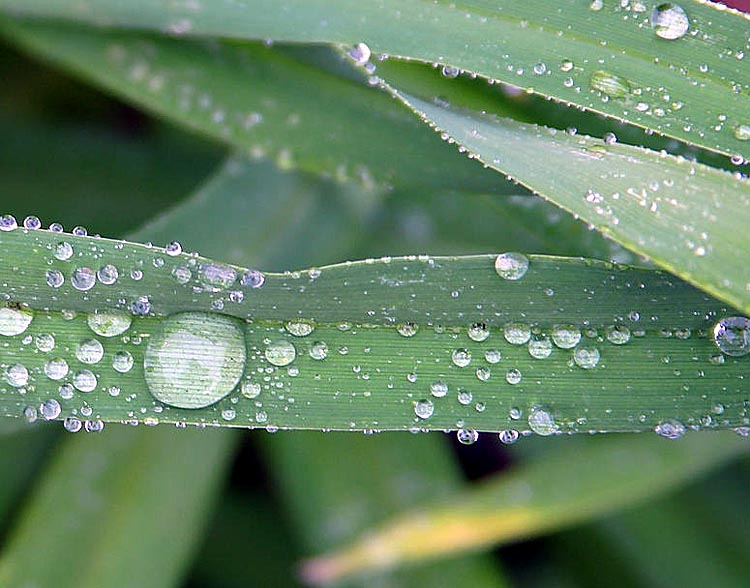
Sương sớm trên cỏ

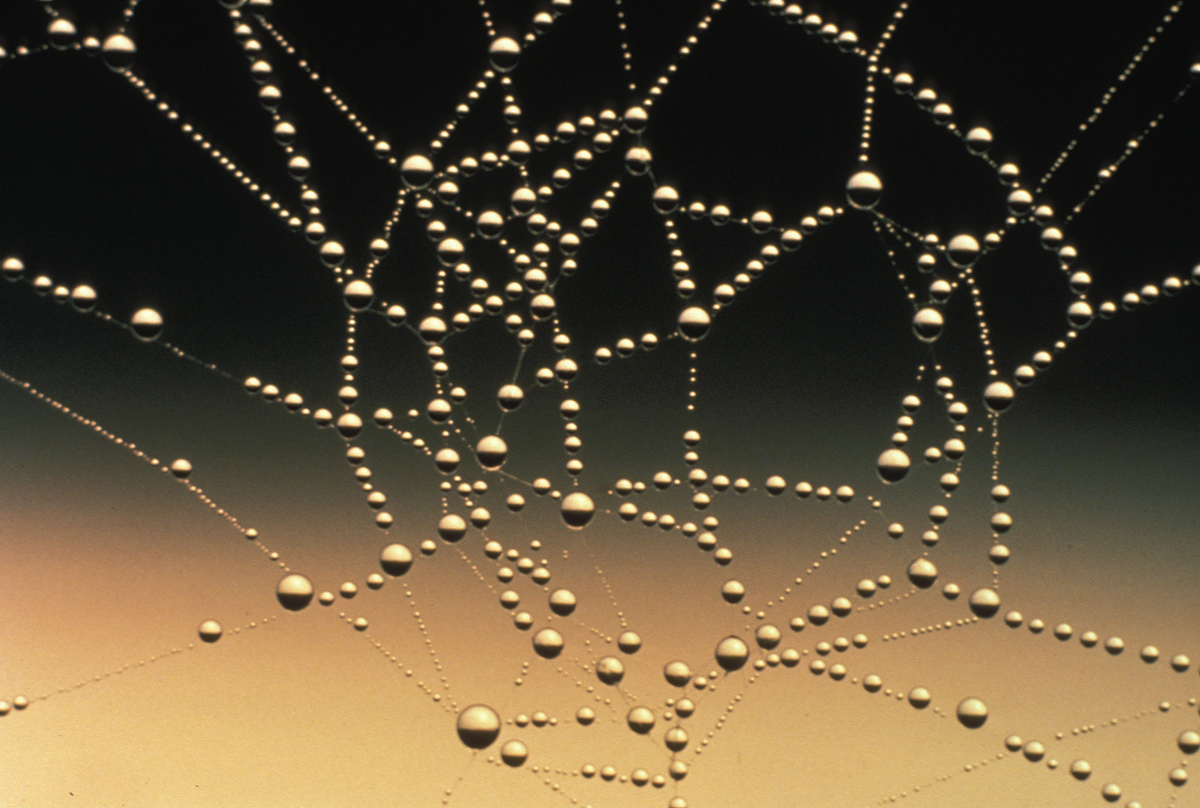
Sương sớm trên mạng nhện

Sương hay còn gọi là giọt sương hay sương móc hay móc (tiếng Hán-Việt: lộ thủy) là các thuật ngữ để chỉ những giọt nước nhỏ xuất hiện trên các vật thể vào buổi sáng sớm hay có khi là buổi chiều, kết quả của sự ngưng tụ. Sương được tạo ra từ hơi ẩm của khí quyển đọng lại thành dạng giọt nước sau một ngày nắng ấm. Hạt sương xuất hiện trong đêm trên mặt những vật thể bị hao nhiệt. Ở nhiệt độ thấp, khí trời không chứa được hơi ẩm như trước khiến lượng hơi nước dư ra phải đọng lại (ngưng tụ). Khi nhiệt độ tiếp tục hạ thấp thì hạt sương cấu tạo sẽ trong dạng nước đá gọi là sương muối.
Sương thông thường được gắn liền với sự tinh khiết và tươi mát. Ví dụ:
- Ở Việt Nam, các cụ già thường có sở thích pha chè (trà) bằng nước thu được từ sương mai (sương buổi sáng sớm).
- Ở Mỹ có các loại đồ uống nổi tiếng như Mountain Dew và Sierra Mist, trong tên của nó đều có liên quan đến từ sương hay sương mù.

## Hình thành
Sương thường xuất hiện vào những đêm quang mây, gió nhẹ, nhiệt độ và độ ẩm tương đối cao. Trong thời tiết như vậy, bức xạ hiệu dụng mạnh, nhiệt độ các cảnh vật trên mặt đất hạ thấp. Không khí tiếp xúc với chúng bị lạnh và hơi nước ngưng kết lại thành các giọt nước bám vào cảnh vật ấy.
Nước sẽ ngưng tụ thành các giọt nhỏ phụ thuộc vào nhiệt độ và độ ẩm tương đối của không khí. Nhiệt độ và độ ẩm tương đối mà tại đó các giọt nước có thể hình thành được gọi là điểm sương. Khi nhiệt độ bề mặt giảm xuống, đạt tới điểm sương, hơi nước trong khí quyển ngưng tụ để tạo thành các giọt nhỏ trên bề mặt. Quá trình này phân biệt sương với các dạng khí tượng thủy văn khác, được hình thành trực tiếp trong không khí bằng cách làm lạnh nó tới điểm sương (thông thường xung quanh các nhân ngưng tụ) như sương mù hay mây. Tuy nhiên, các nguyên lý nhiệt động lực học của sự hình thành là giống như nhau.

## Yếu tố tụ sương
Một vật thể sẽ hao nhiệt khi nó mất nhiều nhiệt lượng vì bức xạ hồng ngoại phát ra nhiều hơn là năng lượng nhận được dưới dạng bức xạ mặt trời. Trường hợp này rõ nhất vào những đêm trời quang mây. Điều kiện thứ hai là khi một vật có độ dẫn nhiệt kém thì phần năng lượng mất đi từ lớp trên sẽ không được thay thế từ nhiệt năng của các lớp sâu ấm hơn nên lớp trên cùng sẽ lạnh đủ để tụ sương.
Các vật thể thích hợp cho sự hình thành sương vì thế là những vật dẫn nhiệt kém hay bị cách biệt ít nhiều khỏi mặt đất. Những vật thể với bề mặt phi kim loại hay được che phủ như là lớp mạ ánh kim là những vật thể với bức xạ tia hồng ngoại kém. Các điều kiện thời tiết thích hợp bao gồm trời quang mây và ít hơi nước trong phần cao của khí quyển để giảm thiểu các hiệu ứng nhà kính và độ ẩm thích hợp của không khí gần mặt đất. Đêm có sương điển hình thường được coi là những đêm tĩnh gió vì gió sẽ đẩy khí nóng từ các tầng không khí trên xuống làm giảm lạnh ở tầng dưới. Nếu khí quyển là nguồn chính của hơi ẩm, thì một lượng thông gió nhất định vẫn là cần thiết để thay thế hơi nước đã ngưng tụ. Tốc độ gió tối ưu cao nhất có thể thấy trên các đảo khô cằn. Tuy nhiên, nếu đất ẩm cận kề là nguồn chính của hơi nước thì gió luôn luôn là bất lợi cho sự hình thành sương.
Các nguyên lý hình thành sương không chỉ hạn chế áp dụng về đêm và ở ngoài trời. Điển hình là khi một người đeo cặp mắt kính bước vào một không gian mới và gặp luồng khí ấm và ẩm thì "sương" sẽ tụ trên cặp kính đó. Một số quy trình công nghiệp được căn cứ trên nguyên lý đó. Tuy nhiên, thuật ngữ thường dùng trong những trường hợp đó là ngưng tụ chư không phải tụ sương.

## Tác động
Vì phụ thuộc vào cân bằng bức xạ, nên lượng sương có thể đạt được tối đa trên lý thuyết là khoảng 0,8 mm mỗi đêm. Tuy nhiên, rất hiếm khi lượng đó vượt quá 0,5 mm. Phần lớn các vùng khí hậu trên thế giới, lượng sương trung bình hàng năm rất nhỏ so với lượng mưa. Trong những khu vực với mùa khô đáng kể, các dạng thực vật như địa y hay thông non có thể thu lợi từ sương. Riêng sa mạc Atacama và sa mạc Namib là hai vùng đất chủ yếu nơi sương mù là nguồn tưới chính vì gần như không có mưa.
Một tác động khác của sương đối với thực vật là vai trò làm môi trường sống cho các mầm bệnh như nấm Phytophthora infestans, thường nhiễm loài khoai tây.

## Văn hóa
Trong thần thoại Hy Lạp, Ersa là nữ thần sương.
Sương, được biết đến trong tiếng Hebrew như là טל (tal), là rất quan trọng trong tín ngưỡng Do Thái đối với các mục đích nông nghiệp và thần học. Trong ngày đầu tiên của lễ Vượt Qua, người điều khiển ban ca mặc áo lễ màu trắng, điều khiển buổi lễ trong đó ông cầu nguyện để có sương từ thời điểm đó cho tới lễ hội Sukkot. Trong mùa mưa giữa tháng 12 và lễ Vượt Qua cũng có các bổ sung trong Amidah để cầu sương đến cùng mưa. Cũng có nhiều kiến giải nói tới sương như là công cụ để phục sinh cơ bản.